# Conceveiba
Conceveiba es un género con 31 especies de plantas con flores perteneciente a la familia de las Euphorbiaceae. Nativas de las regiones tropicales de Centro- y Sudamérica.

## Taxonomía
El género fue descrito por Jean Baptiste Christophore Fusée Aublet y publicado en Histoire des Plantes de la Guiane Françoise 2: 923. 1775. La especie tipo es: Conceveiba guianensis

## Especies aceptadas
A continuación se brinda un listado de las especies del género Conceveiba aceptadas hasta marzo de 2014, ordenadas alfabéticamente. Para cada una se indica el nombre binomial seguido del autor, abreviado según las convenciones y usos.
- Conceveiba guianensis Aubl.
- Conceveiba hostmanii Benth.
- Conceveiba krukoffii Steyerm.
- Conceveiba latifolia Benth.
- Conceveiba martiana Baill.
- Conceveiba maynasensis Secco
- Conceveiba parvifolia McPherson
- Conceveiba pleiostemona Donn.Sm.
- Conceveiba prealta (Croizat) Punt ex J.Murillo
- Conceveiba ptariana (Steyerm.) Jabl.
- Conceveiba rhytidocarpa Müll.Arg.
- Conceveiba santanderensis J.Murillo
- Conceveiba terminalis (Baill.) Müll.Arg. (ahora Gavarretia terminalis)
- Conceveiba tristigmata J.Murillo